# Actiobates
Actiobates is een geslacht van uitgestorven trematopide Temnospondyli, dat leefde tijdens het Laat-Carboon. Het is bekend uit de Garnett-steengroeve in Kansas.

## Onderzoeksgeschiedenis
Actiobates peabodyi werd in 1973 benoemd door Theodore Eaton. De geslachtsnaam is afgeleid van de Griekse woorden actios ('kust') en bates ('wandelaar'), verwijzend naar de estuariene aard van de Garnett Quarry-afzettingen en de soortaanduiding eert de Amerikaanse paleontoloog Frank Peabody die het type-exemplaar vond. Het taxon is gebaseerd op het enige exemplaar, holotype KUVP 17941, vertegenwoordigd door een gedeeltelijke schedel en bijbehorend postcraniaal skelet dat momenteel is gedeponeerd bij het Natural History Museum van de Universiteit van Kansas.

## Anatomie
Het holotype van Actiobates peabodyi is dorsoventraal, verticaal, samengedrukt, waardoor veel details van de anatomie worden verdoezeld. Schoch & Milner (2014) vermeldden slechts één diagnostisch kenmerk voor het taxon: een quadratojugale dat de gladde onderrand van de otische inkeping niet bereikt.

## Verwantschappen
Eaton (1973) classificeerde Actiobates oorspronkelijk als een dissorofoïde, maar alleen omdat hij de verschillen tussen dissorofoïden en trematopiden onvoldoende achtte om hun onderscheid te rechtvaardigen. Daaropvolgende fylogenetische analyses hebben over het algemeen afgezien van het opnemen van Actiobates in hun analyse vanwege de interpretatie ervan als een vermeend larvaal individu, maar in recente studies wordt algemeen aangenomen dat het een trematopide is.